# 沁县
36°45′23″N 112°41′50″E / 36.75639°N 112.69722°E
沁县位于中国山西省东南部，是长治市下辖的一个县。农产以沁州黄小米著名。特产卤肉干馍。縣人民政府駐勝利路33號。

## 历史
沁县古称铜鞮，建制于公元前593年，晋灭赤狄部后置铜鞮邑，迄今已有两千多年历史。春秋时为晋国羊舌氏食邑，西汉置铜鞮县，北魏时属并州乡郡。隋初属上党郡，后属沁州所辖。唐归路州。宋初建威胜军。元初称沁州，明、清沿袭。民国元年（1912年）改沁州为沁县。
抗战和第二次国共内战时期属太岳专署。1946年沁县解放，属晋东南地区行署领导，1985年市管县体制后隶属长治市。

## 地理
沁县位于太行山、太岳两山之间。邻近县区有：东部：襄垣、武乡；南部：屯留；西部：沁源；北部：武乡及晋中地区的平遥。
属黄土丘陵山区，平均海拨1000米。境内丘陵起伏，四面群山环抱，山明水秀。矿产资源贫乏。   
沁县气候温和，属于暖温带大陆性气候，是一个以种植业为主的典型农业县。
沁县位于省城太原和市府长治的中轴线上，有208国道贯穿，地理位置优越，自古就有“冀州门户、潞泽咽喉”之称。

## 行政区划
沁县下辖6个镇、7个乡：
定昌镇、郭村镇、故县镇、新店镇、漳源镇、册村镇、沁州黄镇、南里镇、松村镇、牛寺乡和杨安乡。

## 交通
- 太焦铁路：沁县站
- 208国道过境。

## 人口
2020年第七次全國人口普查沁縣常住人口為138578人。
2010年第六次全国人口普查沁县常住人口172205人。

## 经济
2017年GDP25.08亿元。

## 文化
沁县具有悠久的历史和丰富的民俗文化。
2008 年，沁州三弦书被中国文化部列入《第二批国家级非物质文化遗产名录》http://www.gov.cn/zwgk/2008-06/14/content_1016331.htm （页面存档备份，存于）
2009 年，沁县举办了“端午民俗文化节暨首届龙舟邀请赛”。
2010-2018每年端午节都会举办龙舟邀请赛

## 风景名胜
- 全国重点文物保护单位：沁县大云院、普照寺大殿、南涅水洪教院、南涅水石刻
- 山西省文物保护单位：阏舆古城及墓地
- 沁县文物保护单位

## 名人
- 沁县有吴琠、王尧士、王猷、王偀、王杰、王沁、韩万金等著名人物。